# Machadinho d'Oeste
Machadinho d'Oeste este un oraș în Rondônia (RO), Brazilia.